# Юго-Восток (село)
Жансары (каз. Жансары) — село в Осакаровском районе Карагандинской области Казахстана. Входит в состав сельского округа Жансары. Код КАТО — 355637500.

## Население
В 1999 году население села составляло 182 человека (100 мужчин и 82 женщины). По данным переписи 2009 года, в селе проживало 88 человек (46 мужчин и 42 женщины).